# Ziying
Ziying (*Tsə′-′eng) bio je car Kine, treći vladar dinastije Qin, a vladao je samo 46 dana.
Bio je sin krunskog princa Fusua, najstarijeg sina prvog kineskog cara Qin Shi Huangdija. Međutim, povjesničar Wang Liqun smatrao je da je bio brat prvog cara.
Ziying je imao barem dvojicu sinova, a naslijedio je sina prvog cara, Qin Er Shija.
Vladavina Ziyinga često se smatra beznačajnom te ga se ponekad spominje kao kralja (wang), a ne cara (huangdi).
On je ubio eunuha Zhao Gaoa, a njega samog je ubio pobunjenik Xiang Yu, koji je za cara postavio kralja Yija.

## Imena
- Osobno ime: Ziying
- Vladarsko ime: Qín Sān Shì Huángdì
- Prezime: Yíng
- Ime klana: Zhào